# كلويفيريت أجويلار
كلويفيريت أجويلار (بالإسبانية: Kluiverth Miguel Aguilar Díaz) (مواليد 5 مايو 2003) هو لاعب كرة قدم بيروفي يلعب كمدافع في نادي أليانزا ليما.

## روابط خارجية
- كلويفيريت أجويلار على موقع قاعدة بيانات كرة القدم.إي يو (الإنجليزية)
- كلويفيريت أجويلار على موقع Soccerway.com (الإنجليزية)
- كلويفيريت أجويلار على موقع عالم كرة القدم.نت (الإنجليزية)